# Puer natus in Bethlehem

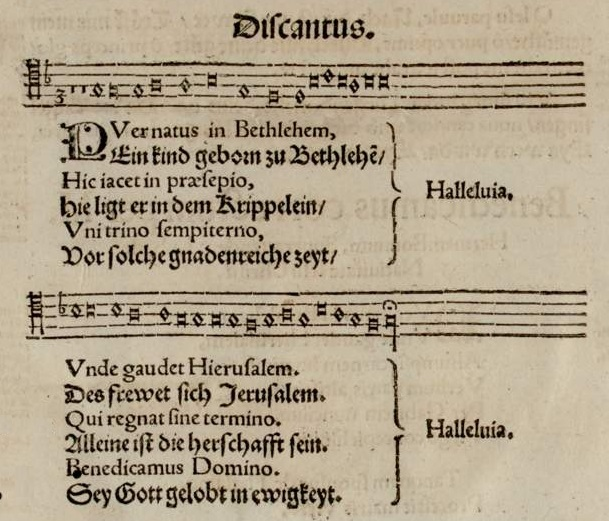
Manuscrito com a primeira versão da peça (1553)

Puer natus in Bethlehem é uma canção de Natal tradicional em latim de um autor anônimo  e de origem desconhecida  (talvez datando do século 13  ou 14    e talvez originária da Europa Central (Boêmia ou Alemanha)  ). A melodia original foi substituída por um discantus no século XVI  e mais tarde foi elaborada por vários compositores, incluindo Johann Sebastian Bach, Dietrich Buxtehude, Michael Praetorius, Samuel Scheidt e Johann Hermann Schein  .
Há uma versão alemã da canção intitulada Ein Kind geborn zu Bethlehem  e uma versão em inglês intitulada A Child Is Born in Bethlehem .

## História
O texto original foi encontrado num livro beneditino do início do século XIV.  , originalmente pertencente ao Mosteiro de São Jorge em Hradisch ( Morávia ) .
O texto sofreu diversas correções: posteriormente foram encontradas versões que variavam de 12 a 13 versículos. 
Em 1439 o texto foi traduzido pela primeira vez para o alemão por Heinrich von Laufenberg.  Numerosas versões em alemão apareceram posteriormente. 
A peça foi posteriormente transcrita também na coleção finlandesa Piæ Cantiones (década de 1680).  

## Texto

### Texto latino[1]
Puer natus in Bethlehem, alleluia.

Unde gaudet Jerusalem, alleluia

alleluia.

Refrão:

In cordis jubilo,

Christum natum adoremus

Cum novo cantico.

Assumpsit carnem Filius, alleluia.

Dei Patris altissimus, alleluia

alleluia.

Per Gabrielem nuntium, alleluia. 

Virgo concepit Filium, alleluia

alleluia.

Tamquam sponsus de thalamo, alleluia. 

Processit Matris utero, alleluia

alleluia.

Hic iacet in praesepio, alleluia. 

Qui regnat sine termino, alleluia

alleluia.

Cognovit bos et asinus, alleluia. 

Quod puer erat Dominus. Alleluia

alleluia.

Et Angelus pastoribus, alleluia. 

Revelat quod sit Dominus, alleluia

alleluia.

Reges de Saba Veniunt, alleluia. 

Aurum thus myrrham offerunt, alleluia

alleluia.

Intrantes domum invicem, alleluia. 

Novum salutant Principem, alleluia

alleluia.

De Matre natus Virgine, alleluia. 

Sine virili semine, alleluia

alleluia.

Sine serpentis vulnere, alleluia. 

De nostro venit sanguine, alleluia

alleluia.

In carne nobis similis, alleluia. 

Peccato sed dissimilis, alleluia

alleluia.

Ut redderet nos homines, alleluia. 

Deo et sibi similes, alleluia

alleluia.

In hoc natali gaudio, alleluia. 

Benedicamus Domino, alleluia

alleluia.

Laudetur sancta Trinitas, alleluia. 

Deo dicamus gratias, alleluia

alleluia.